# Cornelis Julius van Burmania Rengers
Cornelis Julius van Burmania Rengers (Tilburg, 24 juli 1748 – Leeuwarden, 17 mei 1816) was een Nederlands officier en bestuurder.

## Persoonlijk
Jonkheer Julius van Burmania Rengers was een zoon van Watze Julius Justus Botnia van Burmania (1707-1781) en Belia Brooshooft (1727-1760). Hij huwde te Velp op 12 januari 1779 met Geertruyd Walraven van Zuylen van Nievelt (1749-1790). Na haar overlijden huwde hij te Putten op 31 juli 1791 met Anthonia Jeanette Jurriana Wilhelmina van Lynden tot Oldenaller. Beide huwelijken bleven kinderloos. Hij werd bij Koninklijk Besluit van 28 augustus 1814 benoemd in de Ridderschap van Friesland, met het predicaat jonkheer.
Julius van Burmania Rengers was de laatste Burmania die het Burmaniahuis in Leeuwarden bewoonde.

## Loopbaan
Julius van Burmania begon zijn loopbaan als officier en bereikte de rang van kolonel in het Staatse leger in het Regiment van de prins van Baden-Durlach. Daarna vervulde hij een reeks van functies en ambten. Hij was vanaf 1785 drossaard van Ameland tot hij op 6 april 1798 door het Uitvoerend Bewind werd gearresteerd. In de periode juli 1805 - mei 1807 is hij lid van de Raad van Financiën in het Departement Friesland waarvan hij ook enkele malen de maandelijks wisselende voorzitter was. Koning Lodewijk benoemde hem in 1808 tot burgemeester van Leeuwarden en vervulde dat ambt tot 1813. Hij werd door het Wetgevend Lichaam in juli 1810 benoemd als lid van de Commissie voor de Zaken van Holland. In dit gezelschap reisde hij in augustus 1810 naar Parijs om aan Napoleon steun te betuigen met de inlijving van de Nederlandse gewesten in het Keizerrijk. Van 19 september 1814 tot zijn overlijden in 1816 was hij voor de grietenij Oostdongeradeel lid van de Provinciale Staten van Friesland. In maart 1814 werd hij namens het departement Friesland benoemd tot lid van de Vergadering van Notabelen die zich uit moest spreken over het ontwerp van de Nederlandse Grondwet.
Hij werd in 1807 door koning Lodewijk opgenomen in de Orde van de Unie (ridder) en door Napoleon benoemd tot ridder in de Orde van de Reünie.